# Naoli He
Der Naoli He (chinesisch 挠力河; Pinyin:Naoli Hé; Palladius-Transkription: Наоли-хэ; russisch Наолихэ) ist ein linker Nebenfluss des Ussuri in der Provinz Heilongjiang in Nordost-China.
Der Naoli entspringt nordwestlich von Mishan. Er durchfließt die Provinz Heilongjiang in nordöstlicher Richtung. Dabei fließt er östlich an der Großstadt Baoqing vorbei. Im Mittellauf spaltet sich der Fluss in zwei Arme auf, die sich später wiedervereinigen. Der Naoli He mündet nördlich von Raohe an der russisch-chinesischen Grenze in den Ussuri. Mit 596 Kilometern ist der Naoli He der längste Nebenfluss des Ussuri.